# No. 1 (musikalbum av Silent Circle)
No. 1 är det tyska eurodiscobandet Silent Circles debutalbum, utgivet 1986 på skivbolaget Blow Up.

## Låtlista
| 1.           | "Touch in the Night"         | Axel Breitung, Bernd Dietrich, Engelbert Simons                | 5:18  |
| 2.           | "Sib Dab Dua"                | Axel Breitung, Bernd Dietrich, Engelbert Simons                | 3:04  |
| 3.           | "Dreams"                     | Axel Breitung, Bernd Dietrich, Engelbert Simons, G.G. Anderson | 4:00  |
| 4.           | "Hide Away - Man is Comin'!" | Bernd Dietrich, Engelbert Simons                               | 3:42  |
| 5.           | "Shy Girl"                   | Axel Breitung, Bernd Dietrich, Engelbert Simons                | 3:38  |
| Total längd: | Total längd:                 | Total längd:                                                   | 19:42 |

| 1.           | "Stop the Rain in the Night" | Axel Breitung, Bernd Dietrich, Engelbert Simons                | 3:40  |
| 2.           | "For You"                    | Jürgen Behrens, Martin Tychsen                                 | 1:32  |
| 3.           | "Give Me Time"               | Axel Breitung, Bernd Dietrich, Engelbert Simons, G.G. Anderson | 3:58  |
| 4.           | "Moonlight Affair"           | Axel Breitung, Bernd Dietrich, Engelbert Simons                | 3:29  |
| 5.           | "Anywhere Tonight"           | Axel Breitung, Bernd Dietrich, Engelbert Simons                | 3:19  |
| 6.           | "Love Is Just a Word"        | Axel Breitung, Bernd Dietrich, Engelbert Simons                | 3:25  |
| Total längd: | Total längd:                 | Total längd:                                                   | 19:23 |

## Topplistor
| Lista (1986) | Högsta listplacering |
| ------------ | -------------------- |
| Schweiz      | 28                   |
| Tyskland     | 58                   |